# Onorio
Flavio Onorio (Costantinopoli, 9 settembre 384 – Ravenna, 15 agosto 423) è stato un imperatore romano dalla morte del padre Teodosio I (395) alla propria. Già nel 393 ricevette il titolo di Augusto.
Definito "l'imperatore indifferente" da Edward Gibbon, dimostrò tutta la sua inettitudine nell'amministrare l'impero, insofferente dinanzi a invasioni, rivolte e perdite di alcune province. Fece uccidere l'unico difensore dell'impero, Stilicone. È noto soprattutto per il fallimento della trattativa con il visigoto Alarico, che tenne in assedio Roma, il quale si era offerto di diventare generale dell'Impero Romano d'Occidente; vistosi negato l'incarico, Alarico saccheggiò Roma dal 24 al 27 agosto 410 (vedi Sacco di Roma (410)).

## Biografia

### Giovinezza e ascesa al trono

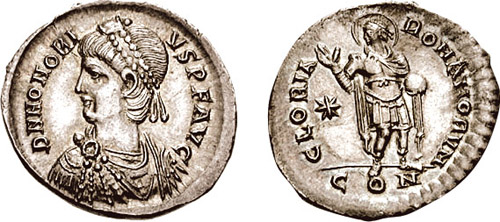
Moneta d'argento di Onorio, che lo celebra come la "gloria dei Romani".

Onorio nacque a Costantinopoli il 9 settembre del 384, figlio terzogenito dell'imperatore Teodosio I e della sua consorte Elia Flaccilla, originari ambedue della provincia romana dell'Hispania; Arcadio e Pulcheria Teodosia (morta ad appena sette anni d'età), erano rispettivamente suo fratello e sua sorella maggiori. Il padre lo onorò del titolo di nobilissimus puer e gli conferì il consolato per l'anno 386, quando Onorio aveva due anni. Raggiunse il padre a Roma (389), poi tornò a Costantinopoli (391).
Nel 392 morì l'augusto d'Occidente, Valentiniano II, e poco dopo il generale di origine barbara Arbogaste elevò al trono Eugenio; Teodosio fece inizialmente intendere di accettare il nuovo collega, ma poi, il 23 gennaio 393, proclamò Onorio, all'età di dieci anni, augusto d'Occidente, associandolo al trono come aveva fatto dieci anni prima con Arcadio e mettendolo in diretta opposizione a Eugenio. Il 6 settembre 394, Eugenio fu sconfitto nella battaglia del Frigido; in quello stesso anno, Teodosio convocò Onorio alla corte di Milano.
Prima della sua morte, Teodosio (17 gennaio 395) divise l'Impero tra i due figli: ad Arcadio andò la parte orientale, a Onorio la parte occidentale. Questa divisione fu, dal punto di vista formale, solo amministrativa, essendo l'Impero ancora uno, ma fu anche un importante evento della storia romana, in quanto mai più un imperatore regnò sull'Occidente e sull'Oriente contemporaneamente (fatta eccezione per la parziale riconquista dell'Occidente per opera di Giustiniano I, riconquista che per altro copriva grosso modo proprio l'area territoriale che Onorio controllava nel 410 e cioè l'Italia, il Nordafrica ed i Balcani nord-occidentali, più una buona parte dell'Hispania meridionale).

### Stilicone uomo forte dell'impero (395-408)

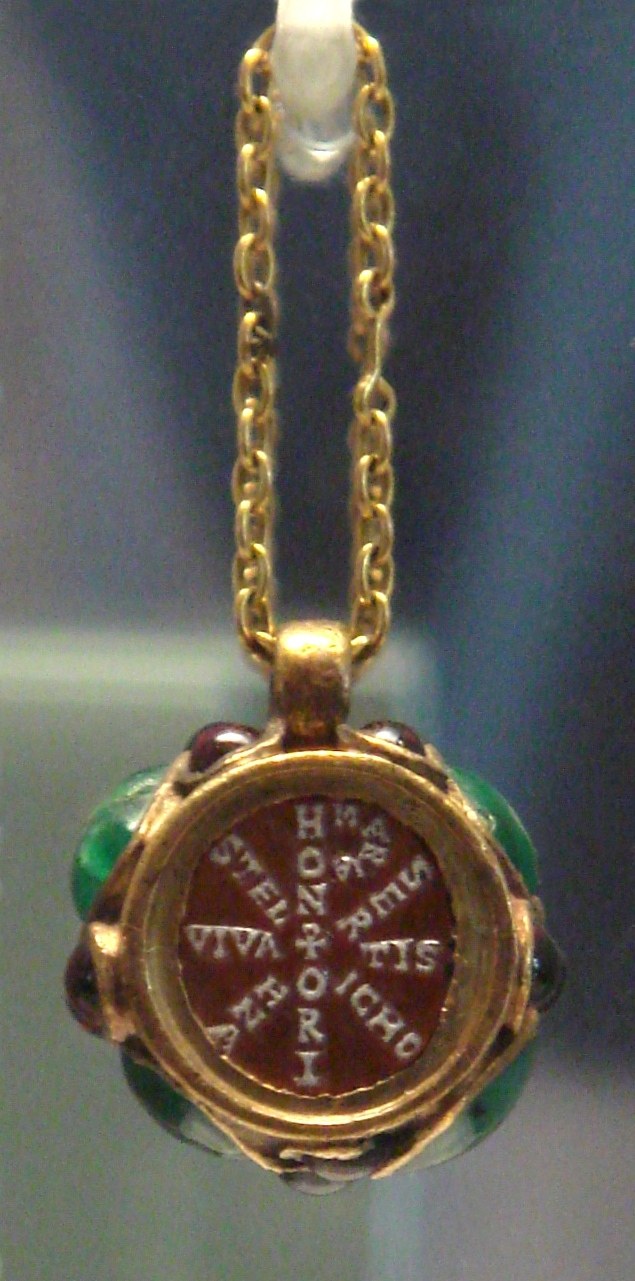
Bulla facente parte dei doni nuziali di Onorio a Maria, e ritrovato nella tomba di quest'ultima nell'antica basilica di San Pietro in Vaticano: il chi-rho è formato dall'intreccio dei nomi 'Onorio', 'Maria', 'Stilicone' e 'Serena', accompagnati dall'esclamazione 'Vivatis!'.

Essendo Onorio ancora minore, la reggenza effettiva fu affidata a Stilicone, un generale di origine vandala; per rafforzare il proprio legame con l'imperatore, Stilicone diede in sposa a Onorio la propria figlia Maria  (398 circa) e, dopo la morte di lei, l'altra figlia Termanzia (408).
L'impero d'Occidente fu sottoposto, durante il regno di Onorio, ad una serie di spinte disgregatrici sia esterne che interne, con invasioni di popoli barbari e diverse ribellioni di usurpatori (le fonti ne ricordano nove).
Nel 397 il comes Africae Gildone si ribellò nell'Africa settentrionale, ma la sua rivolta fu soffocata un anno dopo (31 luglio 398)
Nel 402 e 403, Stilicone respinse le incursioni dei Visigoti di Alarico. Proprio a causa dell'invasione dei Visigoti, nel 402 Onorio spostò la capitale da Mediolanum, più esposta, a Ravenna, considerata meglio difendibile in quanto circondata da paludi. La necessità di difendere l'Italia costrinse Stilicone a sguarnire la Gallia. Nel 405, un esercito barbaro, al comando di Radagaiso, invase l'Italia, portando la devastazione nel cuore dell'Impero, finché Stilicone non lo sconfisse nel 406.
Nel frattempo i Romani esercitavano un controllo sempre più debole sulla Britannia romana; rimaste isolate, le guarnigioni romane di quella provincia sostennero diversi usurpatori, tra cui Marco (406 - 407), Graziano (407), e Costantino "III": quest'ultimo invase la Gallia nel 407, occupando Arelate.
Il 31 dicembre 406 un grosso esercito di Alani, Suebi e Vandali sfondò la frontiera e invase la Gallia; questi popoli si mossero in Hispania nel 409.
L'influenza politica di Stilicone cresceva ad ogni vittoria militare conseguita, ma allo stesso tempo cresceva l'opposizione che il generale riscuoteva a corte, in particolare dal partito contrario alla negoziazione con i popoli barbari, guidato da Olimpio. Dopo la morte di Maria, Stilicone convinse Onorio a sposarne la sorella Termanzia (408), ma quello stesso anno Onorio sposò la causa degli oppositori del comandante, entrando così nella sfera d'influenza del cortigiano che lo convinse a liberarsi di quello condannandolo a morte, facendone uccidere anche il figlio.

### Sacco di Roma e usurpazioni in Gallia, Hispania e Africa (408-423)

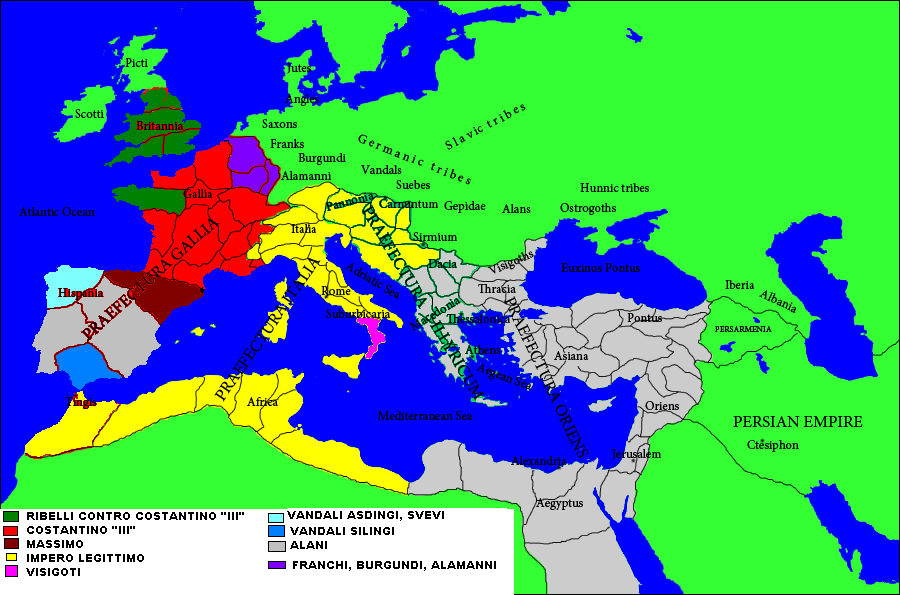
L'Impero romano d'Occidente nel 410. In giallo la parte dell'Impero rimasta sotto il controllo di Onorio, in rosso i territori occupati dall'usurpatore Costantino III. In altri colori i Barbari in Spagna e in Gallia, la Britannia e l'Armorica uscite dall'orbita dell'Impero e la Tarraconense in mano all'usurpatore Massimo. In viola i Visigoti in quel momento in Calabria, dopo aver saccheggiato Roma.

L'eliminazione del più valido generale dell'Impero romano d'Occidente permise ad Alarico I e ai suoi Visigoti la ripresa dell'offensiva militare. Durante lo stesso 408, Alarico chiese ad Onorio il permesso di portare il proprio esercito dal Norico alla Pannonia, oltre a modesti versamenti, ma Onorio, consigliato dal proprio magister officiorum Olimpio, si rifiutò di contrattare. I Visigoti, allora, raggiunsero Roma ed estorsero ai notabili cittadini 5 000 libbre d'oro, 30 000 libbre d'argento, 4 000 tuniche di seta, 3 000 panni porpora e 3 000 libbre di pepe, mentre Onorio rimaneva inerte a Ravenna.
Nel 409 Alarico tornò a Roma dove, col sostegno del Senato romano, mise sul trono un uomo a lui più congeniale, Prisco Attalo. L'anno successivo, dopo aver ricevuto sei legioni dall'Impero romano d'Oriente, Onorio negoziò con Alarico, ottenendo che questi deponesse Attalo; i negoziati, tuttavia, a causa del tradimento dell'imperatore che tentò di tendere un'imboscata al generale barbaro, si interruppero e si giunse al sacco di Roma (410), durante il quale Alarico prese in ostaggio persino Galla Placidia, sorella di Onorio.

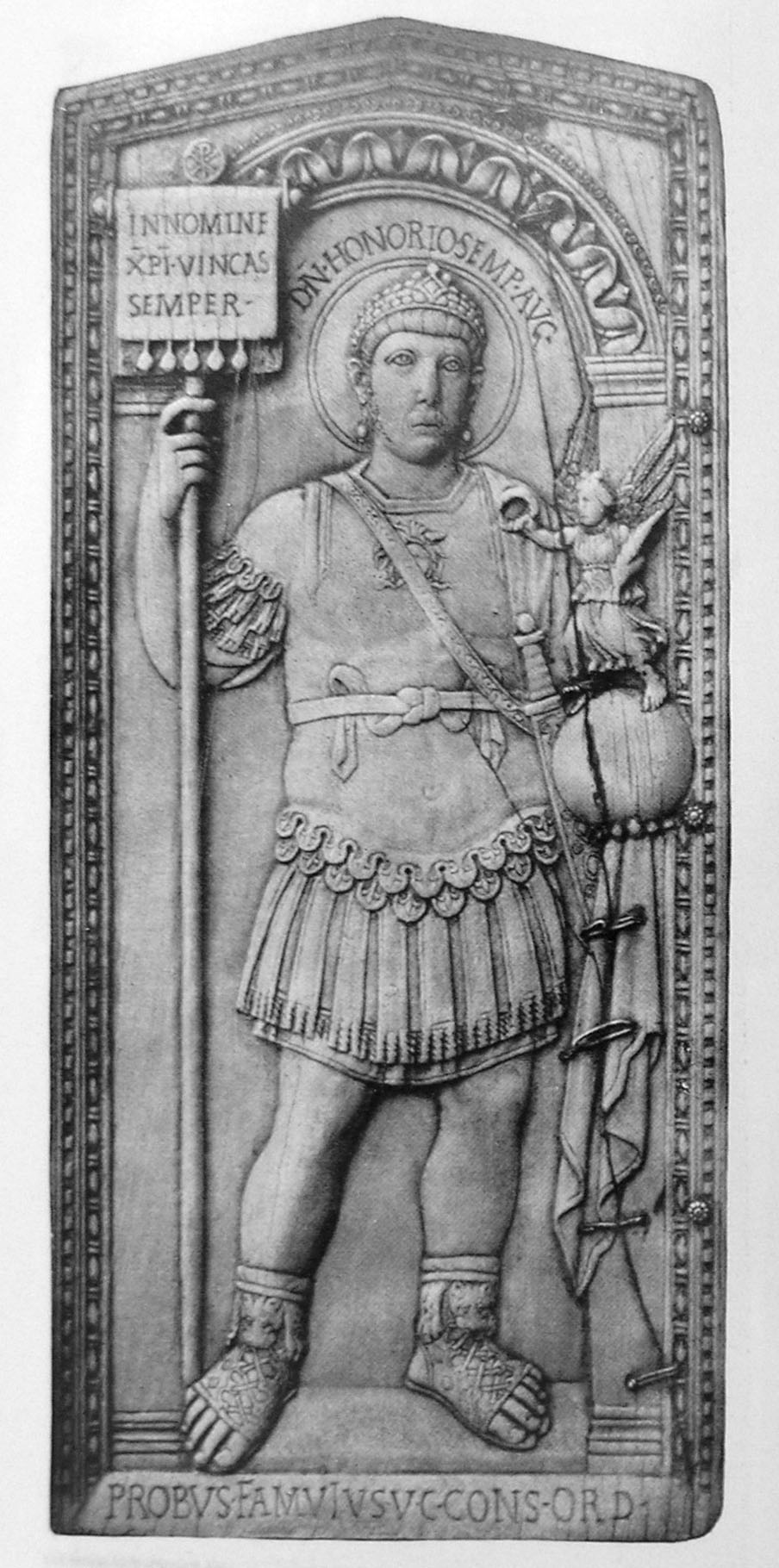
Onorio raffigurato sul dittico consolare di Probo nel 406.

Intanto la rivolta dell'usurpatore Costantino III in Gallia era ancora in atto. In aiuto di Onorio venne la rivolta, nel 409, di Geronzio, generale di Costantino, che proclamò un proprio imperatore, Massimo, in Hispania, e assediò Costantino ad Arelate; qui i due ribelli furono raggiunti dal generale romano Flavio Costanzo (Costanzo III), il quale sconfisse in successione Geronzio e Massimo e poi Costantino (411).
La situazione in Gallia non era però ancora stabilizzata, e da lì giunse un altro pericolo per il potere di Onorio: subito dopo che le truppe di Costanzo erano tornate in Italia, Giovino si ribellò nella Gallia settentrionale, col sostegno di Alani, Burgundi e della nobiltà gallo-romana. Giovino cercò l'alleanza con i Goti di Ataulfo (412) ma si inimicò il re barbaro proclamando augusto il proprio fratello Sebastiano: Ataulfo cercò di accordarsi con Onorio, il quale lasciò che il sovrano goto risolvesse il problema dell'usurpatore, sconfitto e ucciso nel 413. In quello stesso anno Costanzo sedò un'altra rivolta, quella di Eracliano in Africa.
Nel 414 Costanzo attaccò Ataulfo, che rimise sul trono nuovamente Prisco Attalo e sposò Galla Placidia. Costanzo forzò Ataulfo a ripiegare in Hispania e Attalo, avendo perso il sostegno dei Visigoti fu catturato e deposto. La tattica di Costanzo di impedire ai Visigoti di ricevere i rifornimenti ebbe i suoi frutti: i Goti soffrirono la fame e il nuovo re Vallia (415-418) accettò di firmare un trattato di pace con i Romani: Galla Placidia sarebbe stata restituita a Roma, e i Visigoti, in cambio di 600 000 misure di grano e del territorio dell'Aquitania, si impegnavano a combattere in nome dei Romani i Vandali, gli Alani e i Suebi in Hispania. I Goti, condotti da Vallia, annientarono i Vandali Silingi nella Betica e gli Alani in Lusitania e Cartaginense, riconsegnando le province conquistate all'Impero; in cambio, Costanzo premiò Vallia e i Visigoti permettendo loro di stanziarsi in qualità di foederati (alleati dell'Impero) nella Valle della Garonna, in Aquitania, dove ottennero terre da coltivare (418). L'Aquitania sembra sia stata scelta come terra dove far insediare i Visigoti per la sua posizione strategica: infatti era vicina sia dalla Spagna, dove rimanevano da annientare i Vandali Asdingi e gli Svevi, sia dal Nord della Gallia, dove forse Costanzo intendeva impiegare i Visigoti per combattere i ribelli separatisti Bagaudi nell'Armorica. Per riallacciare i rapporti con i grandi proprietari terrieri gallici, alcuni dei quali, lasciati in balia dei Barbari, avevano preferito trasferire la loro alleanza dall'Impero ai barbari per scongiurare una possibile confisca dei loro terreni da parte dei nuovi padroni, Costanzo spinse Onorio a istituire un concilio delle sette province (della Gallia a sud della Loira), che si riuniva ogni anno ad Arelate. La prima seduta si tenne nel 418 ed è possibile che abbia riguardato il problema delle terre da assegnare ai Visigoti. Nel frattempo, nel 417 Costanzo inviò Exuperanzio in Armorica, per sedare la rivolta dei Bagaudi e restituire la Gallia nord-occidentale all'Impero, mentre Castino fu inviato contro i Franchi, ed è plausibile che Costanzo abbia cercato di intervenire persino in Britannia.
In Ispania tuttavia la situazione si deteriorò di nuovo: nel 419 Gunderico, re dei Vandali, rinforzato dagli Alani superstiti che si erano uniti a lui, mosse guerra agli Svevi: i Romani, nel 420, reagirono, spingendo i Vandali a trasferirsi in Betica. Infine, nel 420-422 un certo Massimo, forse da identificarsi con il candidato di Geronzio, sorse e tramontò in Hispania. Probabilmente l'attacco dei Romani ai Vandali del 420 era volto a deporre Massimo, probabilmente innalzato al trono o dai Vandali o dagli Svevi; Astirio fu ricompensato per la cattura dell'usurpatore con il patriziato, mentre l'usurpatore fu condotto in catene di fronte a Onorio durante le celebrazioni per il 30º anno di regno di Onorio (422). Nel 422/423 fu allestita una spedizione per annientare i Vandali in Betica: ma la discordia tra i generali Castino e Bonifacio spinse il secondo ad abbandonare la spedizione ritornando in Africa con le sue truppe, e le truppe del solo Castino non furono sufficienti a sconfiggere il nemico: sconfitto in battaglia, forse a causa di un presunto tradimento dei Visigoti, Castino fu costretto al ritiro a Tarragona.

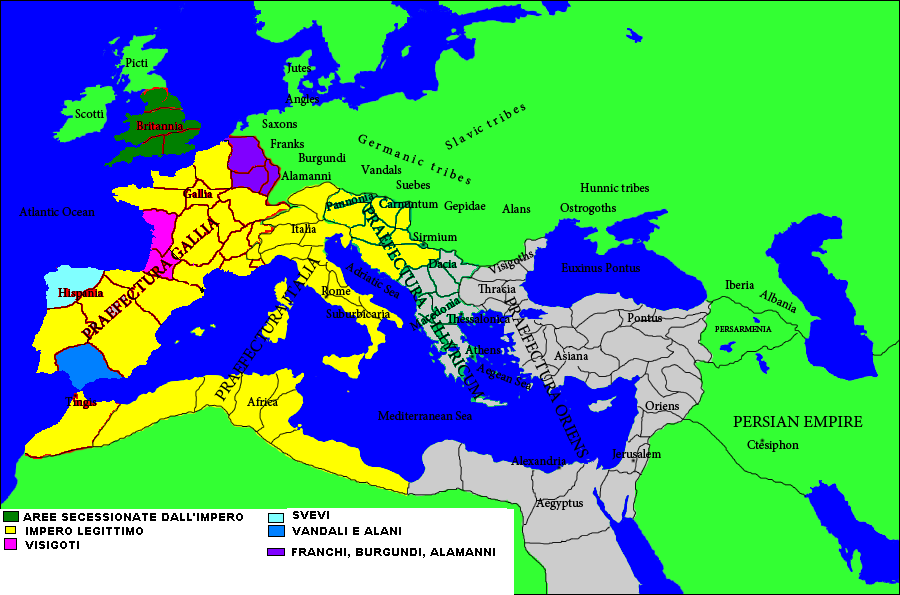
L'Impero romano d'Occidente nel 421. In giallo la parte dell'Impero rimasta sotto il controllo di Onorio. In altri colori i Barbari in Spagna e in Gallia e la Britannia uscita dall'orbita dell'Impero. Grazie all'operato di Flavio Costanzo, rispetto al 410, l'Impero aveva recuperato la Gallia, sconfiggendo usurpatori e ribelli, e una parte della Spagna, annientando, grazie ai Visigoti, gli Alani.

Onorio, spesso in contrasto con il fratello imperatore d'Oriente, cercò l'alleanza con la Chiesa cattolica eliminando le ultime vestigia del paganesimo come, ad esempio, i giochi gladiatorii. Per rinforzarsi politicamente, Onorio si avvicinò a Costanzo, il quale prima sposò Galla Placidia (417), sorella dell'imperatore, poi fu associato al trono nel 421. Nonostante un relativo indebolimento dell'Impero, la situazione stava migliorando decisivamente sotto la ferma guida di Costanzo e non è implausibile che se Costanzo fosse vissuto più a lungo, l'Impero si sarebbe ripreso completamente. Tuttavia tale stratagemma fu reso vano dalla morte di Flavio Costanzo avvenuta durante il medesimo anno, così che l'imperatore, sentendosi fondamentalmente inadeguato nell'affrontare la profonda ed irreversibile crisi contingente, ritenne opportuno ritirarsi a Ravenna. Nel 422/423, litigò con Galla Placidia, sua sorella, e la costrinse all'esilio:
(Olimpiodoro, Storie, frammenti e riassunto di Fozio.)
Morì nell'anno 423, di edema: aveva trentotto anni e regnava da ventotto; non avendo lasciato eredi, il suo trono fu prima usurpato dall'alto funzionario Giovanni Primicerio, poi recuperato da Valentiniano III, figlio di Galla Placidia. Fu sepolto nel mausoleo imperiale della basilica di San Pietro in Vaticano.

## Giudizi su Onorio

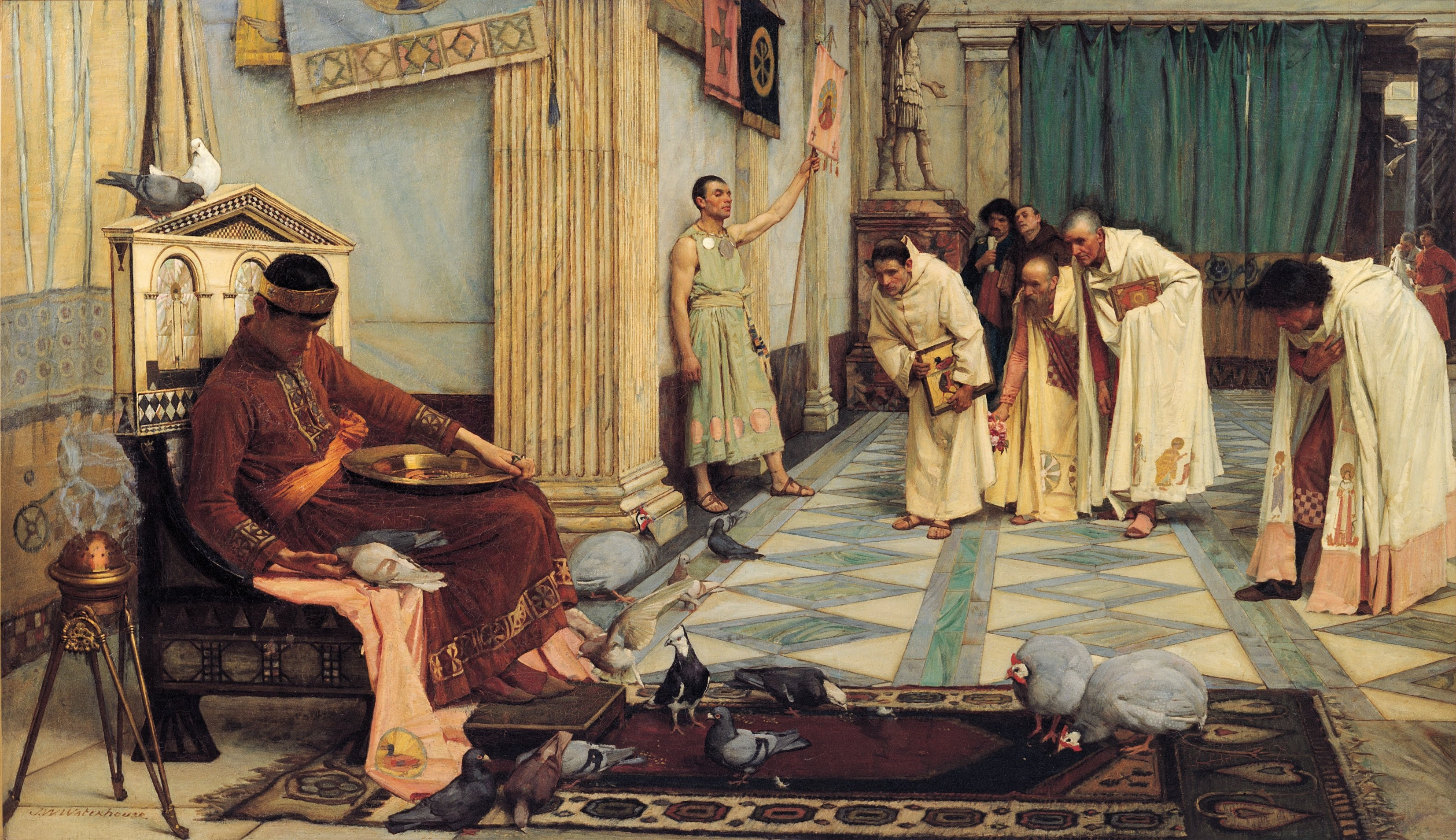
I favoriti dell'imperatore Onorio, John William Waterhouse, 1883

Lo storico bizantino Procopio di Cesarea in La storia delle guerre racconta un aneddoto riguardo all'imperatore, affermando che egli amasse trascorrere le giornate dando da mangiare e prendendosi cura delle proprie galline che giravano liberamente per il palazzo. Procopio aggiunge che quando un messaggero gli portò la notizia che Roma era caduta, Onorio rispose: «Ma come, se ha beccato dalla mia mano solo poco fa!», alludendo alla sua gallina preferita, da lui chiamata Roma.
Sebbene tale aneddoto sia considerato apocrifo dagli studiosi più recenti come Edward Gibbon, può far ben capire come l'opinione pubblica contemporanea considerasse Onorio. 
Lo storico irlandese John Bagnell Bury descrive negativamente l'operato di Onorio, descrivendolo come un imperatore incapace che non fece nulla contro i nemici che infestavano l'impero.

## Nella cultura

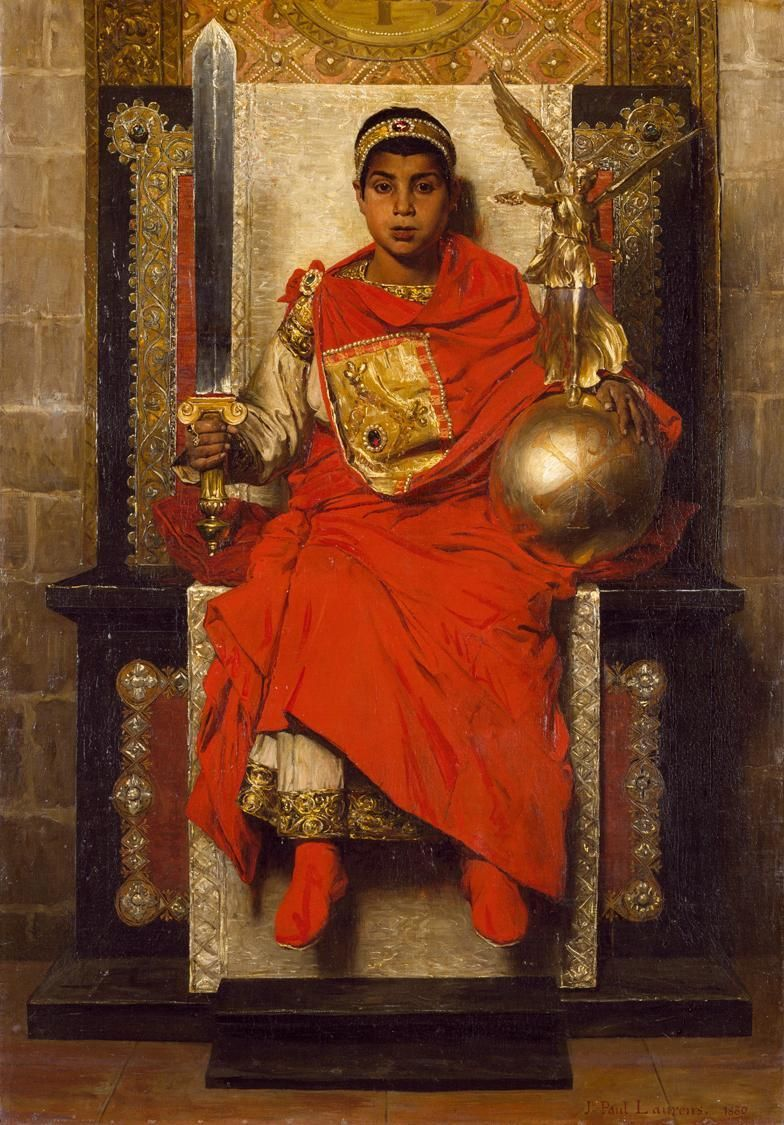
L'imperatore Onorio, opera di Jean-Paul Laurens, 1880.

- Il poeta Claudio Claudiano scrisse diversi panegirici riguardanti episodi della storia dell'Impero romano d'Occidente durante il regno di Onorio. Tra questi l'Epithalamium de nuptiis Honorii et Mariae (398), dedicato alle nozze di Onorio e Maria e i panegirici Panegyricus de tertio/quarto/sexto consulatu Honorii Augusti, in occasione del terzo (396), quarto (398) e sesto (404) consolato di Onorio.

- Raffigurazioni di Onorio di una certa importanza sono presenti nella base dell'obelisco di Teodosio nell'ippodromo di Costantinopoli (390), all'interno della raffigurazione della famiglia imperiale nel missorio di Teodosio (393), e nel dittico consolare di Anicio Petronio Probo (406).

- Ad Onorio il pittore Jean-Paul Laurens dedicò nel 1880 il dipinto The Byzantine Emperor Honorius ("L'imperatore bizantino Onorio"), in cui è raffigurato un giovanissimo Onorio con gli attributi del potere imperiale seduto su di un trono troppo grande per lui.

- Nel 1883 John William Waterhouse dipinse I favoriti dell'imperatore Onorio, tela ispirata a un episodio raccontato da Procopio di Cesarea.

## Antenati
|                                |         |           | Genitori |  |  | Nonni                 |  |  | Bisnonni |  |
|                                |         |           |          |  |  | Conte Flavio Teodosio |  |  | Onorio   |  |
|                                |         |           |          |  |  | Conte Flavio Teodosio |  |  | Onorio   |  |
|                                |         | …         |          |  |  | Conte Flavio Teodosio |  |  |          |  |
| Teodosio I, imperatore romano  |         |           |          |  |  | Conte Flavio Teodosio |  |  |          |  |
|                                |         | Termanzia | …        |  |  |                       |  |  |          |  |
|                                |         | Termanzia | …        |  |  |                       |  |  |          |  |
|                                |         | Termanzia | …        |  |  |                       |  |  |          |  |
| Onorio, imperatore d'Occidente |         | Termanzia |          |  |  |                       |  |  |          |  |
|                                | Bautone | …         |          |  |  |                       |  |  |          |  |
|                                | Bautone | …         |          |  |  |                       |  |  |          |  |
|                                | Bautone | …         |          |  |  |                       |  |  |          |  |
| Elia Flaccilla                 | Bautone |           |          |  |  |                       |  |  |          |  |
|                                |         | …         | …        |  |  |                       |  |  |          |  |
|                                |         | …         | …        |  |  |                       |  |  |          |  |
|                                |         | …         | …        |  |  |                       |  |  |          |  |
|                                |         | …         |          |  |  |                       |  |  |          |  |